# Scaevola balansae
Scaevola balansae är en tvåhjärtbladig växtart som beskrevs av André Guillaumin. Scaevola balansae ingår i släktet Scaevola och familjen Goodeniaceae. Inga underarter finns listade i Catalogue of Life.